# Microcotyle mugilis
Microcotyle mugilis (лат.) — вид паразитических плоских червей из класса моногеней. Паразиты, живущие на жабрах рыб из семейства кефалевых: лобана (Mugil cephalus), головача (Liza ramada), сингиля (Mugil auratus) и остроноса (Mugil saliens). Встречаются в Чёрном, Каспийском и Средиземном морях. Длина тела взрослых червей 4,8—7,3 мм, ширина — 1,3—1,5 мм.